# Spilosoma mortua
Spilosoma mortua är en fjärilsart som beskrevs av Otto Staudinger 1887. Spilosoma mortua ingår i släktet Spilosoma och familjen björnspinnare. Inga underarter finns listade i Catalogue of Life.